# Lichte zomerzandbij
De lichte zomerzandbij (Andrena simillima) is een vliesvleugelig insect uit de familie Andrenidae. De wetenschappelijke naam van de soort is voor het eerst geldig gepubliceerd in 1851 door Smith.